# Frieder Reininghaus
Friedrich Christoph Reininghaus, verh. Lutz, (* 13. März 1949 in Korntal/Baden-Württemberg) ist ein deutscher Musikpublizist und Kulturkorrespondent.

## Leben
Frieder Reininghaus studierte ab 1967 Musik, Musik- und Theaterwissenschaft, Germanistik und Soziologie in Stuttgart, Tübingen und Berlin, wo er von 1972 bis 1973 auch an der Pädagogischen Hochschule als wissenschaftlicher Assistent Peter Rummenhöllers angestellt war. Reininghaus war von 1968 bis 1971 Vorsitzender des Allgemeinen Studentenausschusses der Hochschule für Musik und Darstellende Kunst Stuttgart.
Seit 1978 lebt Reininghaus als Kulturkorrespondent und Publizist in bzw. bei Köln, berichtet über das europäische Musik- und Opernleben für Deutschlandfunk, Deutschlandradio, WDR und Südwestrundfunk, verschiedene Fachzeitschriften, Rheinischer Merkur sowie mehrere Tageszeitungen. In den 1970er und 1980er Jahren war er als Klavierbegleiter, Arrangeur und Ensembleleiter tätig. Es entstanden mehrere Plattenaufnahmen und Filmmusiken. Musikalisch wirkte er an Fernsehbeiträgen mit, unter anderem in Beiträgen von Burkhard Steger und Peter Neitzke für Das kleine Fernsehspiel im ZDF.
Reininghaus schrieb eine größere Anzahl von Essays und Programmheftbeiträgen zu Opern bzw. Konzerten. Er hielt Gastvorlesungen an der Univerzita Komenského Bratislava. Von 1996 bis 2004 nahm er Lehraufträge an der Universität Bayreuth, von 2005 bis 2014 am Theaterwissenschaftlichen Institut der Universität Wien und von 2016 bis 2023 an der Universität Salzburg wahr.
Von 2010 bis 2018 gab Reininghaus (verantwortlich) gemeinsam mit Daniel Brandenburg unter Mitwirkung zunächst von Doris Weberberger und Lena Dražić, später von Johannes Prominczel und Judith Kemp in Wien die Österreichische Musikzeitschrift (ÖMZ) heraus.
Am 11. Juni 2019 wurde Frieder Reininghaus die Ehrendoktorwürde der Hochschule für Musik und Theater Rostock verliehen. Im Juli 2023 folgte er Klaus Völker als Vorstandsvorsitzender der Internationalen Hanns Eisler Gesellschaft (IHEG) nach. Im Juli 2025 trat er von dem Amt zurück.
Reininghaus ist der Vater des Regisseurs und Intendanten Florian Lutz und der Schauspielerin Sophie Lutz.

## Publikationen (Auswahl)
- Schubert und das Wirtshaus. Musik unter Metternich. Oberbaum, Berlin 1979, ISBN 3-87628-148-2 (schwedische Ausgabe: Schubert och värdshuset : musik på Metternichts tid, übersetzt von Zaida Forsström. Ordfronts Förlag, Stockholm 1981; französische Ausgabe: Schubert, übersetzt von Hans Hildenbrand. Lattès, Paris 1982).
- Bach-ABC. Studiopunkt Verlag, Sinzig 2007, ISBN 978-3-89564-126-8.
- Übergänge. Der Komponist und Dirigent Johannes Kalitzke. Pfau, Saarbrücken 2009, ISBN 978-3-89727-420-4 (zusammen mit Stefan Drees).
- Rihm. Der Repräsentative. Neue Musik in der Gesellschaft der Bundesrepublik Deutschland. Mit neuem Quellenmaterial und zahlreichen, teilweise bislang nicht veröffentlichten Fotos von Hans Kumpf und Petra Schmidt. Königshausen & Neumann, Würzburg 2021, ISBN 978-3-8260-7445-5.[10]

Als Herausgeber
- Bericht über den 1. Internationalen Kongreß für Musiktheorie Stuttgart 1971. Ichtys-Verlag, Stuttgart 1972 (herausgegeben zusammen mit Peter Rummenhöller und Jürgen Habakuk Traber).[11]
- Johann Ernst Häuser (Hrsg.): Der musikalische Gesellschafter. Eine Sammlung vorzüglicher Anekdoten, Miszellen und lustiger Geschichtchen über die berühmtesten Tonkünstler alter und neuerer Zeit oder über Musik im Allgemeinen (1830). Neu herausgegeben, mit einem Nachwort und Kommentaren von Frieder Reininghaus. Bärenreiter, Kassel/Basel 1988, ISBN 3-7618-0919-0.
- Handbuch Experimentelles Musik- und Tanztheater (= Handbuch der Musik im 20. Jahrhundert. Band 7). Laaber-Verlag, Laaber 2004, ISBN 3-89007-427-8 (hrsg. zusammen mit Katja Schneider in Verbindung mit Sabine Sanio, unter Mitarbeit von Barbara Barthelmes).
- Handbuch Musik und Kulturbetrieb – Medien, Märkte, Institutionen. Laaber-Verlag, Laaber 2006, ISBN 3-89007-430-8 (hrsg. zusammen mit Arnold Jacobshagen unter Mitarbeit von Sabine Arndt).
- Chronik der Musik im 20. Jahrhundert (= Handbuch der Musik im 20. Jahrhundert. Band 13). Laaber-Verlag, Laaber 2007, ISBN 978-3-89007-433-7 (unter Mitarbeit von Daniel Brandenburg).
- Arnold Jacobshagen: Händel im Pantheon. Der Komponist und seine Inszenierung. Hrsg.: Frieder Reininghaus. Studio-Verlag, Sinzig 2009, ISBN 978-3-89564-138-1.
- Musik und Gesellschaft. Marktplätze – Kampfzonen – Elysium. 2 Bände. Königshausen & Neumann, Würzburg 2020, ISBN 978-3-8260-6731-0 (herausgegeben zusammen mit Judith Kemp und Alexandra Ziane).[12]
- Music, A Connected Art / Die Illusion der absoluten Musik. A Festschrift for Jürgen Thym on His 80th Birthday. Verlag Valentin Koerner, Baden-Baden 2023, ISBN 978-3-87320-603-8 (hrsg. zusammen mit Ulrich J. Blomann, David B. Levy und Ralph P. Locke).